# Wolfram G. Zoller
Wolfram G. Zoller (* 1. Februar 1956 in Dillingen/Saar) ist ein deutscher Internist, Gastroenterologe und Hochschullehrer.

## Leben
Zoller absolvierte nach dem Abitur im Jahr 1975 seinen Grundwehrdienst. Von 1976 bis 1982 studierte er Humanmedizin in Marburg, Graz und München. 1977 wurde er Mitglied des Corps Teutonia Marburg. Die Promotion erfolgte 1982 in Marburg mit einer Arbeit zum Thema Die quere Mundspalte als seltene Fehlbildung des Gesichtes. 1985 folgte ein Forschungsaufenthalt am Londoner Hammersmith Hospital. Bis 1986 war er als wissenschaftlicher Assistent an der von Nepomuk Zöllner geleiteten Medizinischen Poliklinik des Klinikums der Universität München tätig, im Anschluss bis zu seiner dortigen Verwendung als Funktionsoberarzt auch an der von Josef Lissner geleiteten Radiologischen Klinik der Universität München. 1988 schloss er die Facharztausbildung ab. 1990 erfolgte die Habilitation mit einer Arbeit zum Thema Duplexsonographische Untersuchungen zur Hämodynamik des Pfortadersystems: unter Einbeziehung pharmakologischer Aspekte bei Patienten mit Leberzirrhose. Ein Jahr darauf erfolgte die Teilgebietsanerkennung Gastroenterologie, 1992 ein Forschungsaufenthalt an der gastroenterologischen Abteilung der University of California, Los Angeles. Ab 1994 war Zoller leitender Oberarzt der Poliklinik und beteiligt an der Einrichtung des endoskopischen Notfalldienstes für das gesamte Universitätsklinikum München-Innenstadt. Ab 1995 leitete er zusätzlich die gastroenterologische Abteilung und Ambulanz der Chirurgischen Klinik der Universität München, die zu dieser Zeit von Leonhard Schweiberer geleitet wurde. 1996 erfolgte die Ernennung zum Professor durch die Universität München.
Seit dem 1. April 1998 leitet Zoller als Ärztlicher Direktor die Klinik für Innere Medizin, Gastroenterologie, Hepatologie und Infektiologie des Stuttgarter Katharinenhospitals, wo er von 2001 bis 2003 auch geschäftsführender Ärztlicher Direktor des Zentrums Innere Medizin war.
Unter anderem war Zoller, der sich seit 1999 im Rotary-Club in Stuttgart-Rosenstein engagiert, Vorstandsvorsitzender der Südwestdeutschen Gesellschaft für Innere Medizin, Kongresspräsident der Südwestdeutschen Gesellschaft für Gastroenterologie und des Stuttgarter Arbeitskreises für Gastroenterologie und Endoskopie.

## Publikationen
Zoller ist Herausgeber von über 120 Originalarbeiten, verfasste zahlreiche Buchbeiträge und ist Herausgeber mehrerer Lehrbücher. Den wissenschaftlichen Schwerpunkt hierbei stellt die gastroenterologische Onkologie dar.

## Auszeichnungen
- Ehrendoktorwürde der Universität Cluj-Napoca (2009)[4]
- Staufermedaille in Gold (2011)[5]
- Verdienstorden des Landes Baden-Württemberg (2020)[6]